# Campionati mondiali di pattinaggio di velocità su distanza singola 2024 - 5000 m maschili
L'evento dei 5000m maschili dei Campionati mondiali di pattinaggio di velocità su distanza singola 2024 si è svolto il 15 febbraio 2024 alla Olympic Oval di Calgary, in Canada.

## Risultati
| Pos | Pair | Corsia | Atleta                  | NOC           | Tempo   | Diff   |
| --- | ---- | ------ | ----------------------- | ------------- | ------- | ------ |
| 1   | 9    | i      | Patrick Roest           | Paesi Bassi   | 6:07.28 |        |
| 2   | 8    | i      | Davide Ghiotto          | Italia        | 6:08.61 | +1.33  |
| 3   | 7    | i      | Sander Eitrem           | Norvegia      | 6:09.00 | +1.72  |
| 4   | 3    | i      | Timothy Loubineaud      | Francia       | 6:12.15 | +4.87  |
| 5   | 8    | o      | Ted-Jan Bloemen         | Canada        | 6:12.66 | +5.38  |
| 6   | 9    | o      | Michele Malfatti        | Italia        | 6:14.74 | +7.46  |
| 7   | 3    | o      | Chris Huizinga          | Paesi Bassi   | 6:15.04 | +7.76  |
| 8   | 10   | o      | Bart Swings             | Belgio        | 6:15.08 | +7.80  |
| 9   | 2    | o      | Peter Michael           | Nuova Zelanda | 6:16.39 | +9.11  |
| 10  | 10   | i      | Hallgeir Engebråten     | Norvegia      | 6:18.49 | +11.21 |
| 11  | 2    | i      | Shomu Sasaki            | Giappone      | 6:20.44 | +13.16 |
| 12  | 7    | o      | Seitaro Ichinohe        | Giappone      | 6:20.72 | +13.44 |
| 13  | 6    | i      | Casey Dawson            | Stati Uniti   | 6:21.63 | +14.35 |
| 14  | 5    | i      | Kristian Gamme Ulekleiv | Norvegia      | 6:22.91 | +15.63 |
| 15  | 1    | i      | Marcel Bosker           | Paesi Bassi   | 6:23.87 | +16.59 |
| 16  | 4    | o      | Andrea Giovannini       | Italia        | 6:24.31 | +17.03 |
| 17  | 6    | o      | Wu Yu                   | Cina          | 6:25.24 | +17.96 |
| 18  | 5    | o      | Riku Tsuchiya           | Giappone      | 6:28.27 | +20.99 |
| 19  | 4    | i      | Livio Wenger            | Svizzera      | 6:32.54 | +25.26 |
| 20  | 1    | o      | Jordan Belchos          | Canada        | 6:36.60 | +29.32 |